# Pietro Paolo Laurenti
Pietro Paolo Laurenti (Bologna, 26 agosto 1675 – Bologna, 25 marzo 1719) è stato un compositore, cantante e suonatore di strumenti ad arco italiano.
Non trovano finora conferma le ipotesi avanzate da molti studiosi, che lo vorrebbero imparentato con la cantante el Teatro alla moda del 1720).
Laurenti compose sei opere e sono noti undici suoi oratori, nonché alcune composizioni sacre minori e strumentali.

## Composizioni

### Opere
- Attilio Regolo in Affrica (1701)
- Esone ringiovenito (1706)
- L'iride dopo la tempesta (1709)
- Li diporti d'amore in villa (1710)
- Sabella mrosa d'Truvlin (1710)
- Il teatro in festa (1714)

### Oratori
- La conversione alla santa fede del re di Bungo giapponese (1703, Faenza)
- Sospiri del cuore umano (1703)
- Santa Radegonda, reina di Francia (Faenza, 1703)
- I pastori al presepio (1704)
- La croce esaltata (1704)
- L'eloquenza del mare (1705)
- La fede consolata (1705)
- Mosè infante liberato dal fiume (1707)
- San Sebastiano (1710)
- Li giuochi di Sansone (1718)
- Il bambino Gesù in braccio al San Felice di Cantalice

### Altra musica sacra
- Domine ad adjuvandum per 8 voci
- Domine ad adjuvandum per 2 voci

### Musica strumentale
- Sonata a tre in Corona di dodici fiori armonici (1706, Bologna)
- 2 sonate per violoncello e basso continuo
- Sinfonia a 4

| Controllo di autorità | VIAF (EN) 259873711 · SBN RAVV239564 · BAV 495/327531 · GND (DE) 1255318090 |